# Roberto D'Amico
Roberto D'Amico (1 de mayo de 1946) es un actor argentino, radicado en México.

## Biografía
Inició su carrera como actor en Argentina a la edad de cinco años. Su trabajo lo ha llevado a representar historias de autores como William Shakespeare, Jean-Baptiste Poquelin Molière, Federico García Lorca, Arnold Wesker, Tennessee Williams, Peter Weiss, Jean Anouilh y Hugo Argüelles, en diversos países como: Canadá, Inglaterra, Holanda, Italia, España, Turquía, Ecuador, Guyana y México, donde radica desde 1980. 

## Formación
D'Amico inició su formación artística al lado de maestros como Luchino Visconti y Lee Strasberg, pero considera su posgrado en Estudios Superiores de Teatro en Inglaterra, como una pieza clave en su formación.
Como pedagogo y maestro ha impartido clases y talleres para universidades en Inglaterra, Canadá, España, Holanda y México.[cita requerida]

## Trayectoria teatral
Ha dirigido más de cincuenta puestas en escena, en distintos países e idiomas. Ha participado en festivales internacionales con muchas de sus creaciones: "Historias de romances y corridos", junto a Kitty de Hoyos; "Réquiem por un Imperio", basada en el libro de Fernando del Paso que recrea la vida de Maximiliano I de México y Carlota de Bélgica, la cual presentó junto a la actriz Susana Alexander en el Alcázar del Castillo de Chapultepec durante cuatro exitosas temporadas; y "¡Buenos días, mamá! ¡Buenas noches, papá!", junto a Macaria (actriz) y el inolvidable Carlos Díaz "Caíto", por la cual obtuvo el Premio Emmy a la excelencia artística, otorgado por National Academy of Television Arts and Sciences de Estados Unidos.
Entre sus temporadas más recientes en el Distrito Federal, están "Los lobos", obra de fuerte crítica política, junto al entrañable y recordado Pedro Armendáriz Jr., Jesús Ochoa y Víctor Trujillo; "El juicio de Hidalgo", con producción de Jorge Ortiz de Pinedo.
Roberto D'Amico dirigió y actuó junto con Angélica Aragón la obra "Pasiones Peligrosas" de J. B. Priestley, bajo la producción de Tina Galindo, Claudio Carrera, Rubén Lara y OCESA. La obra que se estrenó en el Teatro de Los Insurgentes, cuenta con un elenco encabezado por Fernando Allende y Jacqueline Andere, la cual compartió escenario por primera vez con su hija Chantal Andere. Completaron el reparto Luz María Aguilar y Patricio Borghetti. Tanto Angélica Aragón como Roberto actuaron en la obra.
En 2012, ensayó, como actor y director, "Los árboles mueren de pie", de Alejandro Casona, en versión propia y junto a Susana Alexander, Edith González, Mauricio Islas y Norma Lazareno.

## Televisión
Ha participado en producciones televisivas en México, como Apuesta por un amor, producida por Angelli Nesma, Yo amo a Juan Querendón, de Mapat; Fuego en la sangre y Triunfo del amor para Televisa.

## Cine
Ha participado en películas como 7 Días, de Fernando Kalife; Morirse está en hébreo, de Alejandro Springall; y Niñas mal, de Fernando Sariñana.

## Espectáculos en Repertorio

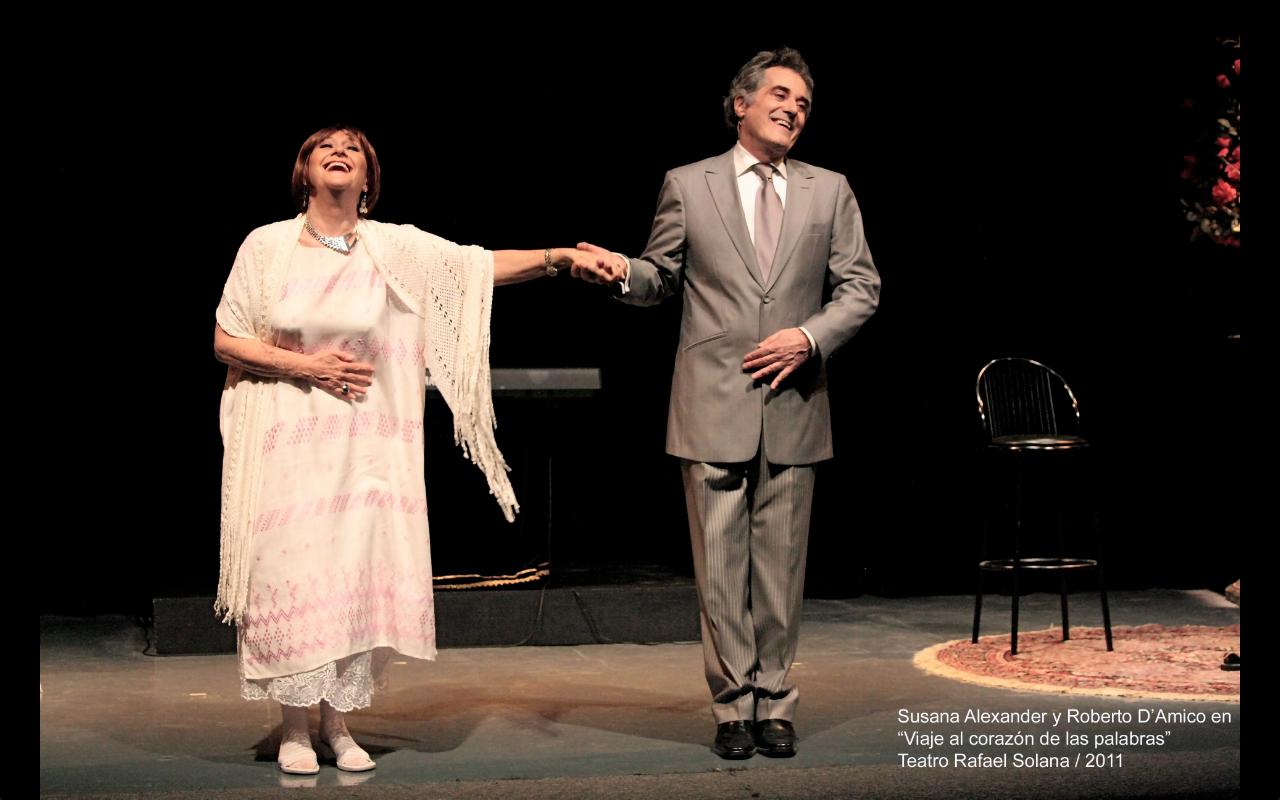
"Viaje al corazón de las palabras" con Susana Alexander y Roberto D'Amico

Por la Vereda Tropical..., musical junto a Silvia Pinal, que conmemora la vida y canciones de Gonzalo Curiel.
Viaje al corazón de las palabras. espectáculo de refinamiento estético, el cual remite al esplendor de la palabra escrita, con Susana Alexander, se aventuran por los terrenos de la poesía y la literatura española. 

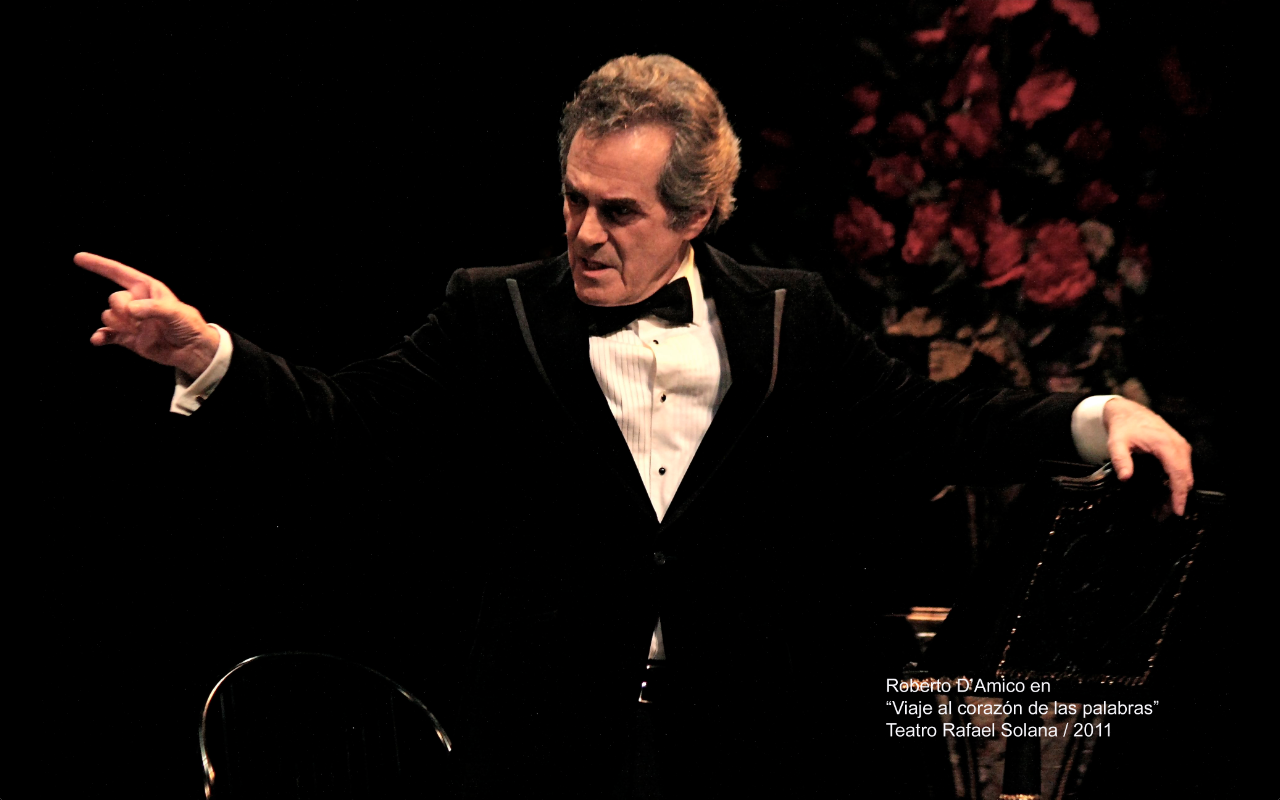
Roberto D'Amico

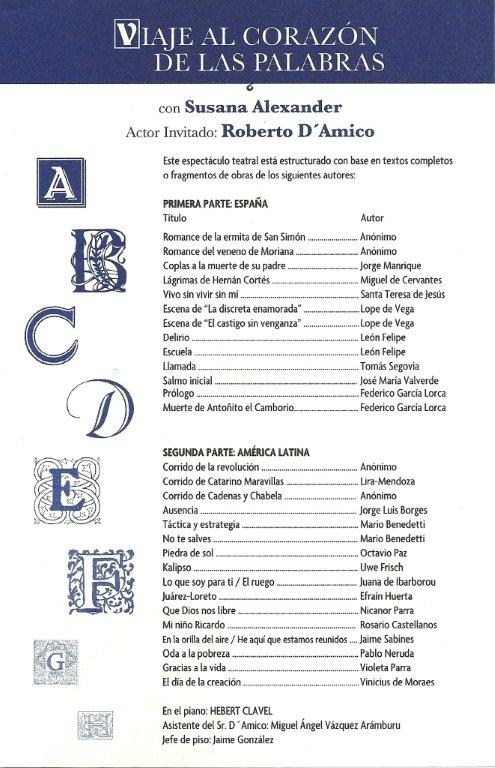
Programa de mano de "Viaje al corazón de las palabras"

Échame a mi la Culpa. Espectáculo estelarizado con Angélica Aragón con vida y canciones de José Ángel Espinoza Ferrusquilla.
El Rey, homenaje a José Alfredo Jiménez (músico)
Mala muerte, muerte amiga.... Junto a Jacqueline Andere, en un espectáculo de música, canto y palabras para celebrar a la muerte.

## Espectáculos Recientes

### "Los Árboles Mueren De Pie"
El autor, Alejandro Casona, Los árboles mueren de pie, fue escrita hacia 1947/48, estrenada en Buenos Aires, el 1 de abril de 1949; es la obra más reconocida y representada de Alejandro Casona. 

### "Pasiones peligrosas", de J.B Priestley
Roberto D'Amico dirigió y actuó junto a Angélica Aragón la obra "Pasiones Peligrosas" de J. B. Priestley, bajo la producción de Tina Galindo, Claudio Carrera, Rubén Lara y OCESA. La obra se estrenó en el Teatro de los Insurgentes contó con un elenco de lujo encabezado por Fernando Allende y Jacqueline Andere, la cual compartió el escenario, por primera vez, con su hija Chantal Andere; completaron el reparto  Luz María Aguilary Patricio Borghetti. Tanto Angélica Aragón como Roberto actuaron en la obra.

### "El Juicio de Hidalgo"
En "El juicio de Hidalgo", su autor y director Miguel Sabido recurre a la noción del teatro de la fuerza y la fuerza del teatro.

### "Los Lobos"
Una clase política corrupta, chantajista y mentirosa es lo que retrataba esta puesta en escena de Los lobos, bajo la dirección de Héctor Bonilla, e interpretada por Pedro Armendáriz Jr., Roberto D´Amico, Jesús Ochoa, Rafael Sánchez Navarro y Víctor Trujillo.

## Filmografía

### Telenovelas
- Mi camino es amarte (2022) ... Rodolfo Beltrán
- Por amar sin ley (2019) .... Felipe Noriega[1]
- Antes muerta que Lichita (2015-2016) .... Agente de la API
- Triunfo del amor (2010-2011) .... Cardenal
- Fuego en la sangre (2008) .... Obispo
- Yo amo a Juan Querendón (2007-2008) .... Alirio Perafán Rocha de Francisco
- Apuesta por un amor (2004-2005) .... Padre Jesús
- Niña amada mía (2003) .... Lic. Juan Hurtado
- Rayito de luz (2000-2001) ....Dr. Domingo Mendieta
- El niño que vino del mar (1999) ....  Hernan Serrano
- Gotita de amor (1998) .... Oscar Serrano
- Huracán (1997-1998) .... José Jorge García
- Esmeralda (1997) .... Gustavo Valverde
- La antorcha encendida (1996) .... Juan Antonio de Riaño y Barcénas
- Alondra (1995)
- Imperio de cristal (1994-1995) .... Virgilio Robles
- El vuelo del águila (1994-1995) .... Manuel González (adulto)
- Victoria (1987-1988) .... Miguel Santana
- Senda de gloria (1987) .... General Francisco Roque Serrano
- La pasión de Isabela (1984) .... Ramón Ruvalcaba
- Rosalía (1978)

### Series de TV
- El equipo (2011) .... Eminencia (episodio "Tiempos difíciles")
- Gritos de muerte y libertad (2010) .... Padre Septién (episodio "Sangre que divide")
- Mujer, casos de la vida real (1996-2006) (nueve episodios)

### Películas
- Ilusiones S.A.(2015).... Sr.Balboa
- Him: Más allá de la luz (2010)
- Morirse está en hebreo (2007) .... Wolkowisky
- Niñas mal (2007) .... Enrique Van der Linde
- 7 días (2005) .... Zamacona
- Paseo interior (2002)
- Tutto in quella notte (2002) .... Médico legal
- ¿Qué hora es? (1996)
- Seeds of Tragedy (1991)
- Gente en Buenos Aires (1974)

### Teatro
- 'El Obispo' en Debiera Haber Obispas (2018), Teatro Rafael Solana, Dir. Susana Alexander.

## Premios y nominaciones

### Diosas de Plata
| Año  | Categoría                   | Título         | Resultado |
| ---- | --------------------------- | -------------- | --------- |
| 2016 | Mejor coactuación masculina | Ilusiones S.A. | Ganador   |

Premio Arlequín 1999, por su participación en la puesta en escena la comedia: El amor no tiene edad.